# Wasabi Mizuta
Wasabi Mizuta (水田 わさび, Mizuta Wasabi) est une seiyū japonaise.

## Anime
| Titre                                              | Rôle                             | Remarques          | Source |
| -------------------------------------------------- | -------------------------------- | ------------------ | ------ |
| Nintama Rantaro                                    | Kameko Fukutomi                  |                    | [ 1 ]  |
| Kindaichi Case Files                               | Black Beniko Kida 黒木田紅子     |                    | [ 1 ]  |
| Fair, then Partly Piggy                            | Onigiriyama, others              |                    | [ 1 ]  |
| Cyber Team in Akihabara                            | Billiken                         |                    | [ 1 ]  |
| Takoyaki Mantoman                                  | Midori                           |                    | [ 1 ]  |
| Super Doll Licca-chan                              | Fukitani Tomonori                |                    | [ 1 ]  |
| Arc the Lad                                        | Poko A. Melville                 |                    | ,      |
| Magic User's Club                                  | Chika                            |                    | [ 1 ]  |
| Hamtaro                                            | Buster                           |                    | [ 1 ]  |
| Descendants of Darkness                            | 倶生 god-brother 倶生神・弟      |                    | [ 1 ]  |
| Shin Megami Tensei: DeviChil                       | Suzaku, Nisroch                  |                    | [ 1 ]  |
| Beyblade                                           | Boris Kuznetsov                  |                    | [ 1 ]  |
| Crush Gear Turbo                                   | Aida Chota 相田チョータ          |                    | [ 1 ]  |
| Hikaru no Go                                       | Yuta Fukui                       |                    | ,      |
| Mirmo! series                                      | Fire, Kepapa, Takosu             |                    | [ 1 ]  |
| Atashin'chi                                        | Kawashima                        |                    | [ 1 ]  |
| Fortune Dogs                                       | Zenji ゼンジー                   |                    | [ 1 ]  |
| Beyblade G-Revolution                              | Boris Kuznetsov                  |                    | [ 1 ]  |
| Zatch Bell!                                        | Majiro                           |                    | [ 1 ]  |
| Full-Blast Science Adventure - So That's How It Is | Badobado                         |                    | ,      |
| Sgt. Frog                                          | Children                         |                    | [ 1 ]  |
| Monster                                            | Children                         |                    | [ 1 ]  |
| Duel Masters Charge                                | Ash アッシュ                     |                    | [ 1 ]  |
| Otogi Zoshi                                        | Kintar.C5.8D                     |                    | ,      |
| Onmyō Taisenki                                     | Shinonome                        |                    | [ 1 ]  |
| Pretty Cure Max Heart                              | Kid                              |                    | [ 1 ]  |
| Doraemon                                           | Doraemon                         |                    | ,      |
| Fighting Beauty Wulong                             | Yagi Megumi                      | also Rebirth       | ,      |
| Kotencotenco                                       | Nekoumori                        |                    | [ 1 ]  |
| Buso Renkin                                        | Angel Gozen                      |                    | [ 1 ]  |
| Shizuku-chan series                                | Hydrangea-san                    |                    | [ 1 ]  |
| Mega Man Star Force series                         | Chiyokichi Hasami, Cancer Bubble | Also Tribe in 2007 | [ 1 ]  |
| Moribito: Guardian of the Spirit                   | Kohyoi                           |                    | [ 1 ]  |
| Major                                              | Katsuyoshi                       | 4th TV series      | [ 1 ]  |
| Yes! PreCure 5 GoGo!                               | Mailpo                           |                    | [ 1 ]  |
| Kaiba                                              | Hyo-Hyo, Babo                    |                    | [ 1 ]  |
| Tamagotchi!                                        | Uwasatchi                        |                    | [ 1 ]  |
| Pokemon: Best Wishes                               | Pokabu                           |                    | ,      |
| Shin Atashinchi                                    | Kawashima                        |                    | [ 1 ]  |
| Sailor Moon Crystal                                | Petz                             | Black Moon arc     | [ 1 ]  |
| One Piece                                          | Amande                           |                    | [ 1 ]  |
| Auto Boy - Carl from Mobile Land                   | Dustin                           |                    | [ 1 ]  |

## Film
| Titre                                                                      | Rôle                          | Remarques | Source |
| -------------------------------------------------------------------------- | ----------------------------- | --------- | ------ |
| Hanako-san トイレの花子さん                                                | Ue Okayama Daisuke 上岡山大介 |           | [ 1 ]  |
| Super Doll Licca-chan: Licca-chan Zettai Zetsumei! Doll Knights no Kiseki  | Tomonori "Tomo" Michitani     |           | ,      |
| Cyber Team in Akihabara: Summer Vacation of 2011                           | Billiken                      |           | [ 1 ]  |
| Doraemon: Nobita's Dinosaur 2006                                           | Doraemon                      |           | [ 1 ]  |
| Doraemon: Nobita's New Great Adventure into the Underworld                 | Doraemon                      |           | [ 1 ]  |
| Doraemon: Nobita and the Green Giant Legend                                | Doraemon                      |           | [ 1 ]  |
| Yes PreCure 5 GoGo! The Movie: Happy Birthday in the Land of Sweets        | Mailpo                        |           | [ 1 ]  |
| Doraemon the Movie: Nobita's Spaceblazer                                   | Doraemon                      |           | [ 1 ]  |
| One Piece Film: Strong World                                               | Xiao                          |           | [ 1 ]  |
| Doraemon: Nobita's Great Battle of the Mermaid King                        | Doraemon                      |           | [ 1 ]  |
| Doraemon: Nobita and the New Steel Troops—Winged Angels                    | Doraemon                      |           | [ 1 ]  |
| Pokémon the Movie: Black—Victini and Reshiram and White—Victini and Zekrom | Pokabu                        |           | [ 1 ]  |
| Doraemon: Nobita and the Island of Miracles—Animal Adventure               | Doraemon                      |           | [ 1 ]  |
| Pokémon the Movie: Kyurem vs. the Sword of Justice                         | Chaobu, Obaba                 |           | [ 1 ]  |
| Doraemon: Nobita's Secret Gadget Museum                                    | Doraemon                      |           | [ 1 ]  |
| Pokémon the Movie: Genesect and the Legend Awakened                        | Chaobu                        |           | [ 1 ]  |
| Doraemon: New Nobita's Great Demon—Peko and the Exploration Party of Five  | Doraemon                      |           | [ 1 ]  |
| Stand by Me Doraemon                                                       | Doraemon                      |           |        |
| Doraemon: Nobita's Space Heroes                                            | Doraemon                      |           | ,      |
| Doraemon: Nobita and the Birth of Japan 2016                               | Doraemon                      |           | [ 1 ]  |
| Doraemon the Movie 2017: Great Adventure in the Antarctic Kachi Kochi      | Doraemon                      |           |        |
| Doraemon the Movie: Nobita's Treasure Island                               | Doraemon                      |           |        |
| Doraemon: Nobita's Chronicle of the Moon Exploration                       | Doraemon                      |           |        |
| Doraemon: Nobita's New Dinosaur                                            | Doraemon                      |           |        |
| Stand by Me Doraemon 2                                                     | Doraemon                      |           |        |
| Doraemon: Nobita's Little Star Wars 2021                                   | Doraemon                      |           |        |

## Jeux vidéo
| Titre                                                  | Rôle        | Remarques   | Source |
| ------------------------------------------------------ | ----------- | ----------- | ------ |
| Puyo Puyo~n                                            | Panotti     | DC          | ,      |
| PoPoLoCRoIS Story II                                   | Bokushi     | PS1/PS2     | ,      |
| Klonoa 2: Lunatea's Veil                               | Popka       | PS1/PS2     | [ 1 ]  |
| Klonoa Beach Volleyball                                | Popka       | PS1/PS2     | [ 1 ]  |
| Hikaru no Go-graduate student showdown at the summit - | Yuta Fukui  | PS1/PS2     | [ 1 ]  |
| PoPoLoCRoIS                                            | Bokushi     | PSP         | [ 1 ]  |
| Doraemon: Nobita's Dinosaur 2006 DS                    | Doraemon    | DS          | [ 1 ]  |
| Fighting Beauty Wulong                                 | Megumi Yagi | PS1/PS2     | ,      |
| Doraemon: Nobita no Shin Makai Daibouken DS            | Doraemon    | DS          | [ 1 ]  |
| Buso Renkin: Welcome Papillon to Park                  | Angel Gozen | PS1/PS2     | [ 1 ]  |
| Everybody's Golf Portable 2                            | Jack        | PSP         | [ 1 ]  |
| Doraemon: Nobita and the Green Giant Legend DS         | Doraemon    | DS          | [ 1 ]  |
| Granblue Fantasy                                       | Funf        | Mobile Game | [ 1 ]  |